# Gindanes
Gindanes là một chi bướm ngày thuộc họ Bướm nâu.